# Miltochrista gratissima
Miltochrista gratissima är en fjärilsart som beskrevs av De Joannis 1930. Miltochrista gratissima ingår i släktet Miltochrista och familjen björnspinnare. Inga underarter finns listade i Catalogue of Life.